# Storia postale
La storia postale è lo studio comparato dell'organizzazione dei servizi postali, pubblici e privati, dall'antichità ad oggi. Motivo del collezionismo di storia postale è un oggetto inoltrato attraverso un servizio postale. La classificazione di tale oggetto avviene tramite lo studio dell'affrancatura (se presente), degli annulli e bolli impressi, delle targhette di servizio e del percorso effettuato. Questa classificazione consente di suddividere la storia postale in varie categorie di collezionismo: storia postale di un'epoca, storia postale di un territorio, storia postale di un evento bellico, storia postale di un servizio postale e storia postale di un'emissione.

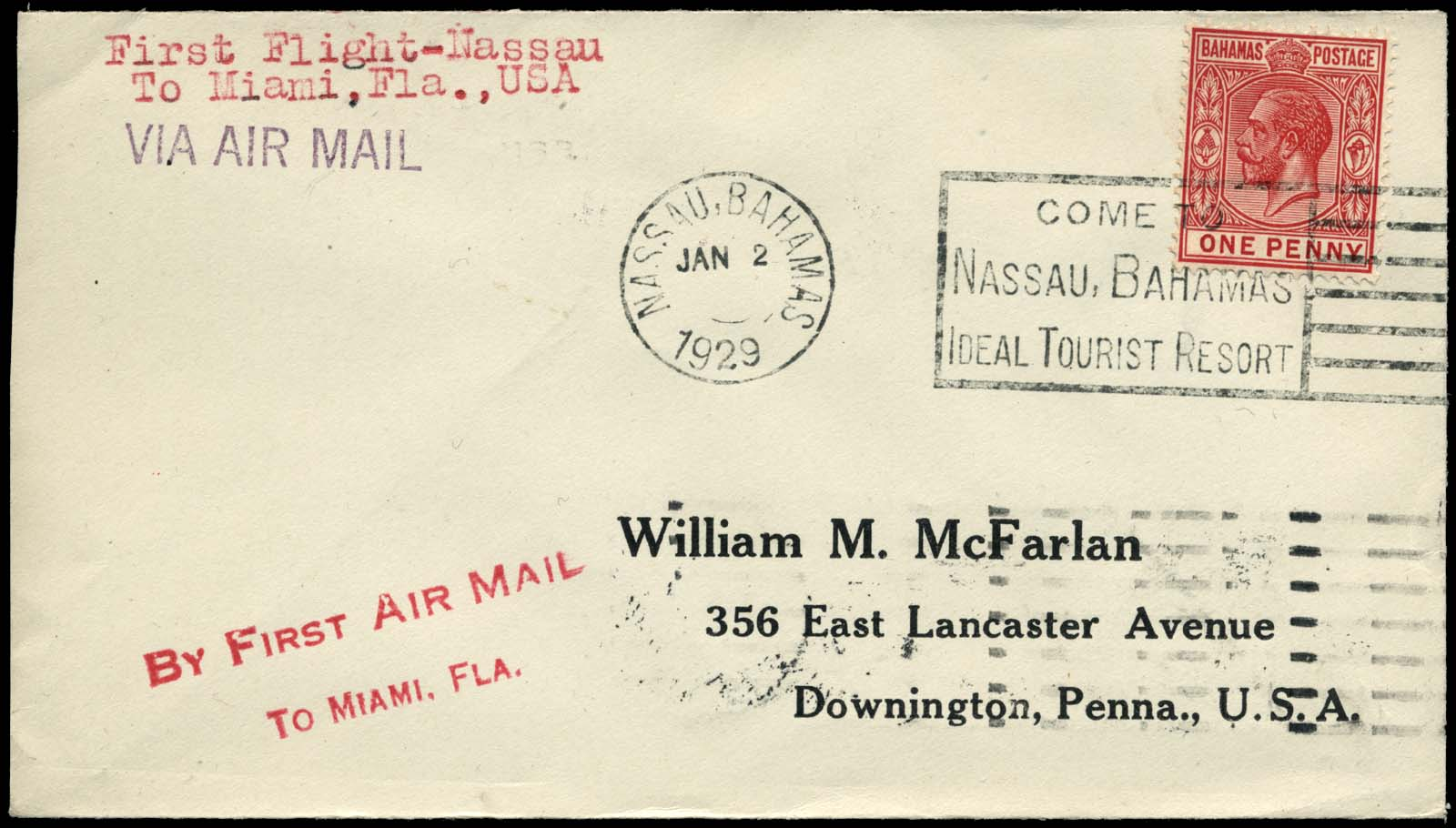
Affrancatura, percorso ed annulli di una lettera sono di interesse per la storia postale

## Storia della posta

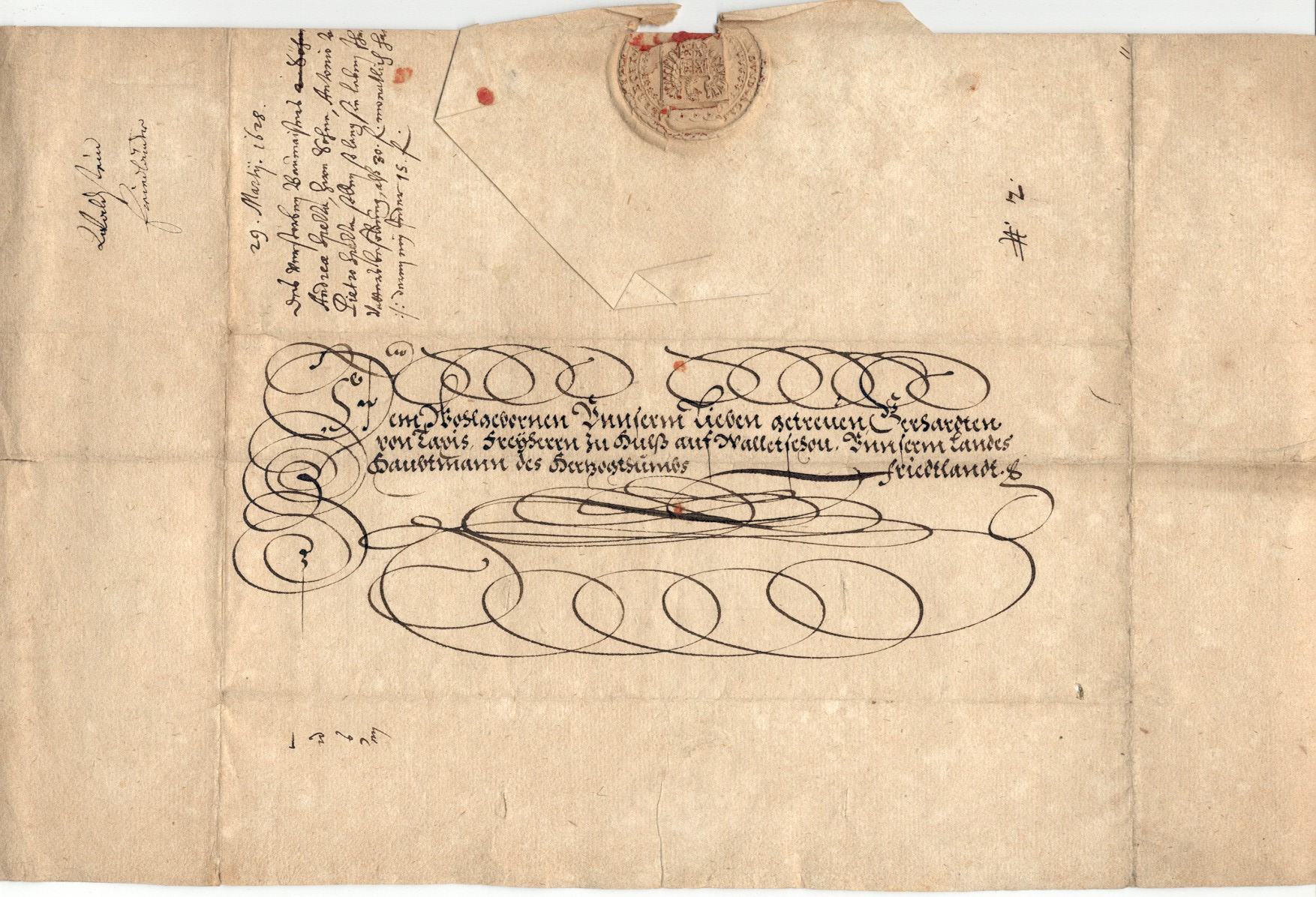
Lettera del 1628 con la tipica "nizza"

Per il collezionista di storia postale conoscere la storia della posta in un determinato periodo ed in un dato territorio è fondamentale per comprendere le modalità attraverso cui un dato oggetto è stato inoltrato e per distinguere eventuali falsificazioni.
Tracce di servizi postali organizzati sono state scoperte nel 1925 dagli archeologi durante gli scavi di Kutelpe. Le tavolette di argilla con caratteri cuneiformi usate per lo scambio di informazioni e risalenti al 2000 a.C. sono le più antiche testimonianze dell'esistenza della posta. Ma affinché si sviluppi un servizio postale così come noi lo intendiamo occorre arrivare al Medioevo, quando i monaci svilupparono una via postale attraverso i conventi e diedero il via a vere operazioni di smistamento.
Alla fine del Medioevo la famiglia Della Torre-Tasso, originaria di Camerata Cornello iniziò un vero e proprio servizio di diligenza postale lungo l'Italia settentrionale. Tale servizio venne poi copiato anche dalla corte austriaca e da quella spagnola. Grazie all'efficienza dimostrata Francesco Tasso, nel 1504 ottenne la gestione in regime di monopolio di tutta la posta dell'imperatore Massimiliano I d'Asburgo. La famiglia Tasso riuscì a mantenere tale monopolio fino al 1867 quando gli eredi rinunciarono ai diritti postali in favore della Prussia per un compenso di tre milioni di Talleri.
Nel 1760 a Londra nascono le prime navi postali che facevano rotta verso il Portogallo e poi lungo le colonie del Nord America. Contestualmente a Parigi viene inaugurato un servizio di consegna rapida per la città entro le 24 ore dall'inoltro, del tutto simile ai più odierni "pony express".
Nel 1792 l'Inghilterra inaugura il servizio del vaglia postale ed in Francia nasce il "telegrafo ottico": un sistema di comunicazione visiva a distanza attraverso segnali luminosi.
Nel 1840 viene introdotto quello che sarà il motore di tutti i sistemi postali: il francobollo. Cambia così la visione del servizio postale che si avvia ad essere di portata globale grazie all'intuizione di Rowland Hill che intuisce come il pagamento anticipato del servizio ad un prezzo più basso renda così popolare l'uso della posta da giustificarne il dimezzamento della tariffa. Nel 1844 Samuel Morse invia il primo messaggio telegrafico iniziando un nuovo servizio postale che presto verrà introdotto in ogni nazione.
Nel 1859 la Francia stipulò un accordo con le poste del Regno di Sardegna che consentiva alla corrispondenza militare di essere inoltrata da tutti i territori del Regno utilizzando gli uffici civili e le affrancature francesi. Si creò così l'anomalia delle buste affrancate con francobolli francesi da 20 c. regolarmente annullati con timbri italiani.
Nel 1860, il 3 aprile nasceva negli Stati Uniti d'America il servizio Pony Express ad opera dell'omonima società capitanata da William H. Russell, Alexander Majors, e William B. Waddell. Compito del servizio era quello di far viaggiare velocemente la posta dall'est all'ovest del paese. Le missive erano affrancate con francobolli ordinari da 10 o 12 centesimi a cui veniva aggiunta una etichetta di sovrapprezzo. Tra i leggendari postini che operavano alla Pony Express vi fu Buffalo Bill.
Nel 1869 l'Austria introduce l'uso della cartolina postale la cui spedizione costava meno di quella di una lettera e visto il successo ottenuto quasi tutti gli stati europei copiarono immediatamente l'iniziativa. Dal 1870 al prezzo di 1/2 penny era disponibile la versione britannica a cui seguì la Germania e nel 1871 la Svizzera. Nel 1872 anche il Belgio iniziò ad emettere le proprie cartoline postali.
Nel 1911 in India avviene il primo trasporto ufficiale di Posta aerea e nel 1916 in Germania si inaugura un servizio postale tramite l'uso dei sottomarini.

## Annulli e Timbri
I francobolli usati per affrancare la corrispondenza solitamente vengono annullati con un timbro ad inchiostro per evitare che possano essere nuovamente usati. L'annullo nasce in realtà come semplice timbro di partenza. Venne introdotto in Gran Bretagna nel 1661 dal direttore delle Poste Sir Henry Bishop con l'intento di controllare i ritardi sul recapito della corrispondenza. Tali timbri erano fabbricati in legno ed indicavano il giorno ed il mese sottolineando in questo modo la partenza della corrispondenza.

### Annulli italiani
Alla fine del 1700 gli uffici postali del Regno di Sardegna introdussero l'uso dell'annullamento distinguendo due tipi di bolli da usare: quello per la posta ordinaria e quello per la franchigia. Il bollo per la franchigia era destinato alla posta degli uffici pubblici o di eventuali enti che avevano l'autorizzazione a non pagare il servizio postale. Normalmente sulle lettere in franchigia erano apposti due bolli: quello di franchigia e quello dell'ufficio postale.
Nel 1848 il Regno di Sardegna con editto del 18 settembre adotta i bolli tondi a differenza dei precedenti rettangolari. I nuovi bolli entrarono in vigore il 1º luglio del 1849. Nel caso in cui la tariffa della corrispondenza fosse pagata alla partenza, ovvero in "Porto Pagato", sulla missiva era aggiunto il timbro delle due lettere "P.P."
Nel 1851 le poste del Regno di Sardegna vennero dotate di un timbro a losanghe detto anche "timbro muto" in quanto non possedeva alcuna scritta. Era di formato rettangolare e composto da 40 rombi posti su otto file diagonali e di misura 22x17,5 mm. L'ultimo uso noto di questo particolare annullo e rappresentato da una cartolina spedita il 14 gennaio del 1912 attraverso la posta viaggiante lungo le linee di navigazione marittima per un percorso che andava da Homs (Libia) a Messina.
Nel 1859 gli uffici postali siciliani del Regno delle Due Sicilie furono dotati di un annullo a “ferro di cavallo” studiato appositamente dal pittore Carlo La Barbera. Questo particolare annullo permetteva di timbrare i francobolli senza deturpare l'effigie di Re Ferdinando di Borbone. Avvenuta la conquista dell'isola a seguito degli eventi che portarono all'unità italiana, lo stesso timbro fu usato in maniera deturpante per stampigliare delle corna sopra la fronte del sovrano caduto.
Nel 1860 su iniziativa dall'amministratore generale delle Poste del Regno delle Due Sicilie fu introdotto l'annullo detto "a svolazzo" in quanto consisteva nella parola "annullato" sistemata in maniera ondulata. Tale annullo si era reso necessario per consentire un più preciso uso da parte degli impiegati postali che talvolta non marcavano a dovere i francobolli favorendone così il riuso.
Nel 1901 venne introdotta nel Regno d'Italia la "timbratura meccanica parlante". La timbratura meccanica era effettuata da una apposita macchina obliteratrice che consentiva l'annullamento veloce della corrispondenza. Era detta parlante in quanto consentiva di allegare alla normale operazione di annullamento una stampigliatura pubblicitaria di cui la prima fu una bandiera italiana con le iniziali del Re "V.E.III".

## Affrancature miste risorgimentali
Durante il Risorgimento in Italia, particolari circostanze storiche, permisero la formazione di affrancature formate da francobolli di due stati differenti. La principale causa di questo comportamento del tutto anomalo va ricercata negli eventi che portarono all'unificazione della nazione. Con l'annessione al Regno di Sardegna degli altri stati, si creavano periodo dove erano ancora in uso francobolli dello Stato annesso e contemporaneamente divenivano in corso i francobolli dello Stato annettente. Principalmente tali affrancature sono formate dalle ultime serie emesse dai vari Antichi Stati Italiani con i valori della IV emissione del Regno di Sardegna.

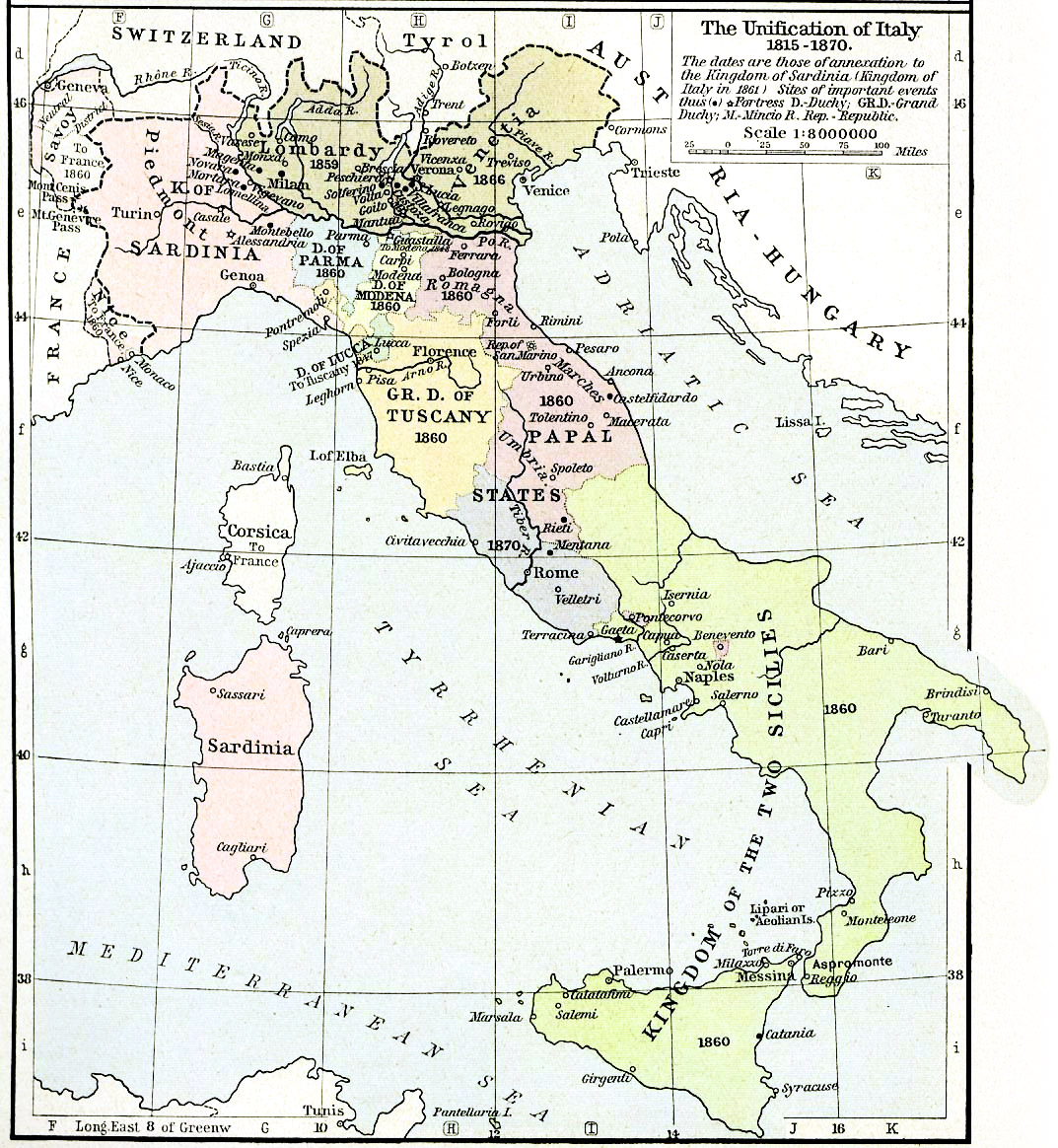
L'Italia degli Antichi Stati

### Regno Lombardo-Veneto
Il 30 giugno 1859 vennero introdotti i valori del Regno di Sardegna con decreto che stabiliva il loro uso dal primo giorno di luglio. Nonostante il breve tempo concesso alla popolazione per adeguarsi cambiando i vecchi francobolli vennero registrati episodi di uso misto che oggi costituiscono rarità filateliche di interesse mondiale.

### Ducato di Modena
Godette di un'emissione provvisoria detta "Governo provvisorio" che produsse alcune affrancature miste con il valore da 5 c. della serie di Sardegna inoltre furono approntati speciali timbri con lo stemma dei Savoia usati per annullare le affrancature e considerati precursori delle soprastampe.

### Regno delle Due Sicilie
Durante l'arco di tempo utile alla conquista del Regno delle Due Sicilie e compreso tra il 1º gennaio 1858 ed il 1º ottobre 1862 si susseguirono diverse emissioni di francobolli del Regno di Sardegna a fronte di una unica del Regno delle Due Sicilie e composta da sette valori in grana. Precisamente le emissioni sarde furono: il valore da 1/2 Tornese noto come "Trinacria", il valore da 1/2 "Tornese" noto come "Croce di Garibaldi", l'emissione provvisoria per le province napoletane composta da otto valori in grana, valori della IV emissione di Sardegna ed una serie detta non emessa ma della quale si conoscono 18 usi effettuati. Fu dunque prodotta una cospicua varietà di affrancature miste che costituiscono oggetto di accanito studio di storia postale specializzato nel periodo in relazione all'evento.
Particolarmente interessanti sono le buste affrancate con valori dello Stato Sardo o italiani ma annullati con i timbri del Regno delle Due Sicilie di cui è noto un esemplare annullato nell'agosto del 1861 accessoriato con il servizio di assicurata ed annullato con il "timbro a ferro di cavallo" usato dalle poste borboniche per non deturpare l'effigie di Ferdinando II. Una busta affrancata con un valore da 10 grana della Posta di Sicilia ed una da 20 centesimi di Sardegna, esposta nel 2009 al convegno Sicilia 2009 di Palermo, riportando l'effigie dei due sovrani in contesa ha formato un documento di storia postale unico al mondo e passato e noto come "I due nemici".

### Ducato di Parma
I territori del Ducato di Parma in realtà non furono vero teatro di guerra e l'interesse per le affrancature miste è dovuto soprattutto agli avvicendamenti di truppe che lasciarono, con la loro corrispondenza, una tangibile traccia del loro passaggio attraverso la storia delle loro spedizioni. Una delle testimonianze di questo particolare momento della storia postale è giunto fino a noi attraverso una lettera spedita da Piacenza il 5 febbraio 1860 ed affrancata con 40 c. del Governo provvisorio di Parma ed un 20 c. di Francia.

### Stato Pontificio
Le peculiarità delle affrancature miste con valori del Regno di Sardegna è dovuta sostanzialmente al fatto che le due amministrazioni postali non si riconoscevano vicendevolmente e la posta spesso veniva ritassata o annullata o provvista di segnatasse.

### Granducato di Toscana
Godette di una serie detta "Governo provvisorio di Toscana" per un lungo periodo ed in confronto alle altre affrancature miste risorgimentali furono prodotte minori rarità ad eccezione delle rarissime e composte con la prima serie dentellata di Sardegna del 1862

### Romagne
Ritardi nella fornitura dei francobolli di Sardegna consentì la creazione di veri gioielli della filatelia, tra i quali una affrancatura mista composta da un valore da 4 bajocchi con un esemplare da 5 soldi del Regno Lombardo-Veneto.

## Le Poste Italiane

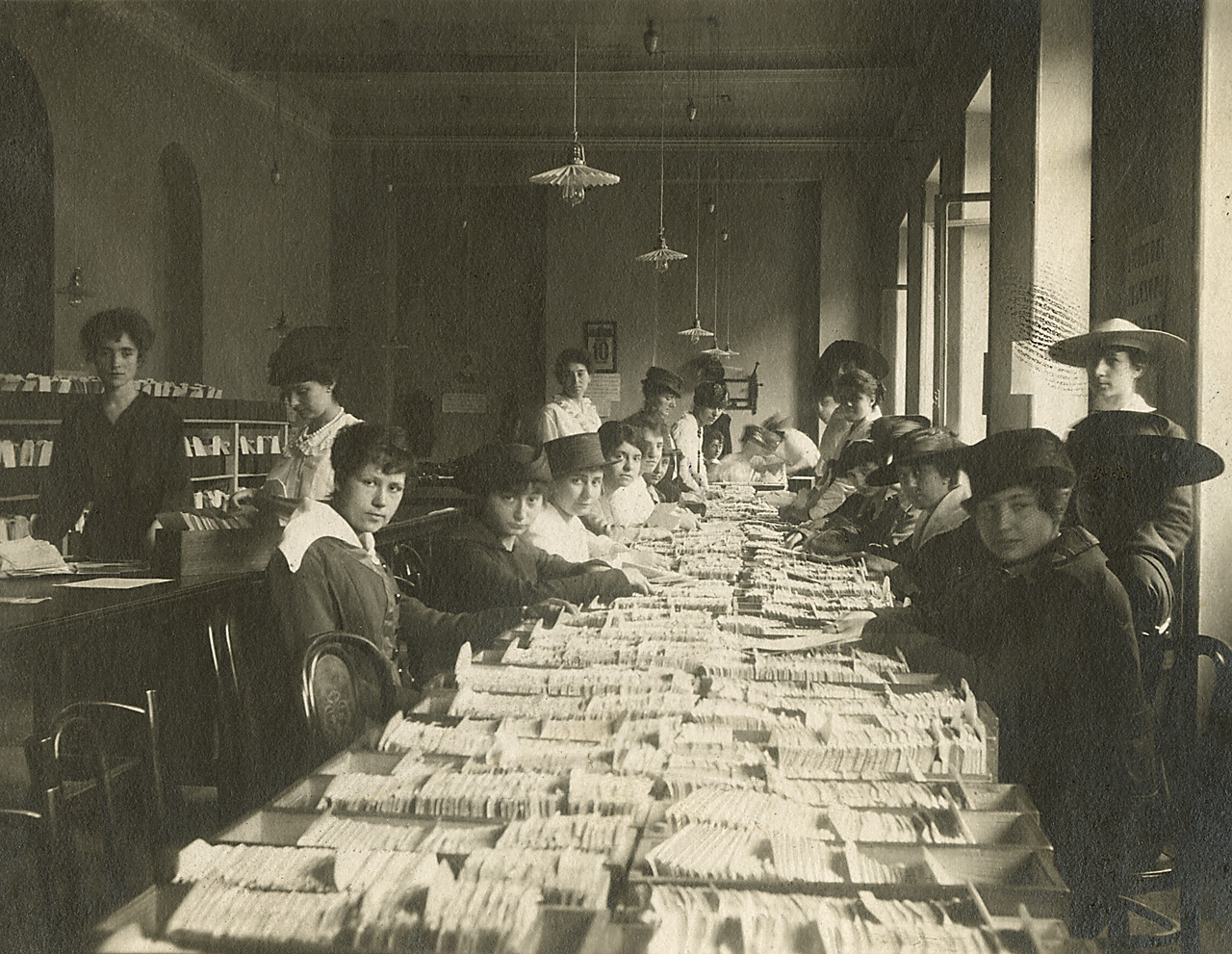
Donne al lavoro in un ufficio postale lombardo durante la Prima guerra mondiale

Le poste italiane nacquero nel dicembre 1860 ad opera del governo di Camillo Benso, conte di Cavour ed ebbero come primo direttore il conte Giovanni Barbavara di Gravellona che diede alle nuove poste l'impronta delle vecchie poste del Regno di Sardegna. Nei primi anni di unificazione la corrispondenza era talvolta affrancata sia con valori piemontesi che con quelli del territorio occupato; si produssero così le affrancature miste risorgimentali di estremo interesse collezionistico. Caposaldo della nuova riforma postale seguita all'unità della Nazione fu l'introduzione del monopolio di stato con il quale si metteva il servizio al riparo dalla concorrenza delle aziende private. Obiettivo principale era il raggiungimento di una distribuzione capillare di tutto il territorio nazionale con l'uso di una tariffa unificata.
Le linee ferroviarie si prestarono subito agli scopi della riforma insieme alle navi a vapore, ma molte zone rimanevano servite con i tradizionali trasporti a cavallo. Nel 1873 il crescente aumento dell'emigrazione italiana verso l'America rese necessaria la creazione di una linea postale sovvenzionata e nacque così la linea della compagnia Lavarello. I piroscafi impiegavano 24 giorni per consegnare la posta da Genova a Montevideo e 25 giorni per consegnarla a Buenos Aires.
Nel 1874 il consolato italiano di Buenos Aires, per far fronte alla mole di posta a cui era costretto, decise di aprire un proprio ufficio postale che fu fornito di francobolli della serie De La Rue con la soprastampa "Estero". Non potendo ledere la sovranità delle poste argentine sul loro territorio, l'affrancatura era valida solo per il trasporto sui piroscafi convenzionati e sul territorio italiano. Per tali motivi le lettere ricevute erano poi affrancate in un ufficio postale argentino per coprire il porto locale. Nello stesso anno anche il consolato di Montevideo aprì un proprio ufficio postale che però fu dotato di francobolli solo nel 1876.
Agli inizi del 1880 gli uffici postali presenti sul territorio nazionale erano aumentati del 50% fino a raggiungere la cifra di 4000 unità. Con il procedere dell'alfabetizzazione della nazione l'uso delle poste divenne sempre più ambito anche dai cittadini meno abbienti e lentamente si avviò ad un uso di massa.
Durante la Grande Guerra l'Italia si trovò costretta a costituire un servizio postale straordinario che facesse da staffetta tra i cittadini al fronte ed il resto della popolazione. Tale servizio militarizzato risultò ben presto più efficiente di quello civile. Il flusso postale divenne di circa un milione di documenti al giorno. Bologna divenne la sede dell'ufficio centrale per lo smistamento della posta di guerra.
Nel 1917 venne inaugurato il servizio di Posta aerea e negli anni venti iniziò il trasporto su mezzi gommati che potevano eseguire lunghi percorsi anche non serviti dalle ferrovie. Nel 1921 il personale lavorativo delle poste era arrivato alle 50.000 unità. Con l'avvento del Fascismo si ebbe un tentativo di razionalizzazione del personale che fece calare gli addetti a 34.000 unità nel 1936. Vennero introdotti i "collettori rurali" che erano postini operativi in ambienti agricoli svolgenti lavoro di consegna e ricezione della posta a domicilio.
Gli eventi bellici della seconda guerra mondiale costrinsero ad un'ampia ricostruzione delle infrastrutture.

## Storia postale della Repubblica Sociale Italiana
Con la caduta del fascismo il 25 luglio 1943, l'Italia in guerra conosce una nuova fase del conflitto, in cui lo scontro diviene fratricida fra la parte di Italia liberata dagli Alleati e quella rimasta fedele all'alleanza con la Germania. Con la nascita della Repubblica Sociale Italiana i territori del Nord-Italia si riorganizzano e anche i servizi postali assumono una nuova connotazione. I tempi sono difficili e la penuria di materie prime, come la carta, penalizza la diffusione della stampa e della corrispondenza. Lo studio specialistico della storia postale del periodo è complesso, perché necessita di una approfondita conoscenza sia dei regolamenti postali che delle vicende storiche e belliche che caratterizzarono il territorio. Si può dividere la storia postale della R.S.I. in periodi, caratterizzati da diverse condizioni del servizio postale:
1) fase provvisoria, in cui si provvede a superare l'emergenza dello shock provocato dalla caduta del regime, in cui si provvede a sovrastampare i valori bollati con l'immagine del re con i nuovi simboli repubblicani;
2) fase dell'emergenza postale, in cui la mancanza di francobolli impone delle deroghe ai regolamenti postali, la cui validità non è mai venuta meno;
3) fase definitiva, in cui il nuovo Stato repubblicano emette le proprie carte valori.
4) caduta la R.S.I. con la fine della guerra, l'uso dei valori postali della R.S.I. prosegue per breve tempo sotto il governo dell'Amministrazione Militare Alleata, fino a completa cessazione.

## Storia postale della Repubblica Italiana
I primi anni del dopoguerra risentirono dello stato caotico in cui la nazione versava: per un certo periodo si produssero affrancature talvolta contrastanti con le norme in vigore ma di estremo interesse collezionistico. Ancora una volta l'Italia si trovava costretta a compiere una riunificazione dei servizi postali che avvenne all'ombra della modernizzazione.
Nel 1967 si introduce il Codice di avviamento postale.
Nel 1997 per via della legge finanziaria 662 del 23/12/1996 furono tolte tutte le franchigie agli uffici dello Stato. Tale istituto era in vigore dal 1875 e consentiva a detti uffici l'invio della corrispondenza a titolo gratuito. La corrispondenza in franchigia non poteva essere imbucata normalmente ma doveva essere consegnata presso un ufficio postale che provvedeva ad apporre un apposito bollo. Tra i più noti bolli di franchigia vi è quello detto "ovale di esenzione": di forma ovale in orizzontale e con la dicitura "Regie Poste" nella parte superiore e la denominazione dell'ufficio in quella inferiore.

## Oggetti della Storia postale

### Lettere
La lettera ha rappresentato per molti secoli il principale mezzo di comunicazione a distanza; per tale motivo è considerata "oggetto principe" della storia postale. Con il termine "lettera" è inteso qualsiasi tipo di comunicazione epistolare con caratteristiche di attualità e personalità. Tale comunicazione può essere eseguita manualmente oppure attraverso supporti meccanici (macchina da scrivere) oppure elettronici (computer).
Fino agli ultimi decenni del 1800 è normalmente spedita dopo averla ripiegata su se stessa e sigillata con ceralacca o particolari fasce di carta dette "nizze". L'indirizzo veniva scritto sul lato esterno dello stesso foglio che costituiva la lettera in quanto le amministrazioni postali degli Antichi Stati italiani usavano far pagare la spedizione in base al numero dei fogli inoltrati.
Un primo uso delle buste da lettera avviene nel Regno Lombardo-Veneto con l'introduzione degli Interi postali ovvero di fogli che presentano già stampigliato il francobollo idoneo alla spedizione. Fino al 1920 era consentito spedire lettere non franche ovvero il cui costo della spedizione era a carico del destinatario. Queste lettere normalmente hanno scritto a mano l'importo da pagarsi a destinazione.
Nel 1861 con l'unificazione del Regno d'Italia e fino al 1916 le tariffe di base da pagarsi per l'inoltro di una lettera erano di 5 c. se franche e 10 c. se non franche se dirette verso il distretto di appartenenza. Per l'interno della nazione occorrevano 20 c. e fino al 1873 il peso consentito era di 10 g. che nel 1874 venne alzato a 15 g..
Le spedizioni all'estero fino al 1879 erano basate su due tariffe che venivano negoziate dagli stati interessati mediante convenzioni. Il 1º luglio 1875 con la creazione dell'Unione Generale delle Poste si iniziò a creare un tariffario unico internazionale che venne poi completato con la nascita dell'Unione Postale Universale.
Nel 1927 viene introdotto il concetto di "primo porto" ovvero della tariffa minima dovuta per la più piccola fascia di peso che non deve superare i 15 grammi. Tale grammatura viene poi mantenuta per fissare le tariffe dei porti successivi e di conseguenza vi è un cambio tariffario ogni 15 grammi in modo tale che tra questo peso ed i 30 grammi vi sia il secondo porto, tra i 30 ed i 45 il terzo e via di seguito. Questo metodo rimane in vigore fino al 1960.
Fino al 1962 era prevista una tariffa ridotta per la corrispondenza fra i Sindaci o diretta da questi ad altre autorità che prevedeva agevolazioni diverse a seconda se l'inoltro avveniva nel distretto o nell'interno.
Nel 1973 con l'articolo 53 del Regolamento di Attuazione del Codice viene affermato che tutte le comunicazioni epistolari agli effetti postali sono considerate lettere e possono essere spedite aperte o chiuse con o senza busta. Eventualmente deve essere l'amministrazione postale, in casi particolari a stabilire speciali condizioni di chiusura.

### Cartoline postali

Cartolina postale del Regno di Vittorio Emanuele III

La cartolina postale fu inventata dal professore di economia Herrmann Emmanuel nel 1869 mentre svolgeva il suo lavoro di insegnante presso l'Accademia Militare di Vienna. Questa prima cartolina fu emessa contemporaneamente in due edizione: una per l'Impero austriaco ed una per il territorio ungherese. La prima era decorata con l'aquila bicipite e la seconda con la corona di Santo Stefano.
Il 23 giugno 1873 con legge nº 1442 è introdotta in Italia la "Cartolina postale di Stato" che rappresenta un oggetto nuovo nel panorama dei servizi postali italiani. Inizialmente l'introduzione delle cartoline postali, dal ministro delle finanze Quintino Sella, venne giudicata antieconomica ma alla fine dovette cedere alle insistenze del presidente del Consiglio Giovanni Lanza che costrinse il direttore delle Poste Barbavara a fissare la tariffa a 10 c. per l'interno e 5 per il distretto: tale rimase fino al 1919.
Inizialmente era rappresentata da un cartoncino rigido di dimensioni 11,4X8 cm. con l'effigie del Re stampigliata sull'angolo sinistro ed il valore dell'affrancatura. Il formato cambierà diverse volte nel corso degli anni ed era consentito ai privati di usufruire dello stesso tipo di cartoncino per personalizzare a mezzo stampa le proprie cartoline ma la tariffa da applicare per l'inoltro passava da 10 a 20 c.
Il 20 giugno del 1889 anche le cartoline postali prodotte dai privati vengono ammesse alla stessa tariffa di quelle prodotte dallo Stato prendendo il nome di "cartoline dell'industria privata". Nel 1933 vengono ammesse anche le cartoline con un lembo piegato o contenenti punti metallici. Nel 1936 la disposizione dell'articolo 58 del Codice postale specifica che il lembo ripiegato ed incollato oppure fermato con punti metallici deve essere stampato a macchina o tramite timbro.
Nel 1976 sono state abolite le cartoline con risposta pagata e dal 21 giugno 1999 le cartoline possono essere affrancate con posta prioritaria.

### Avvisi di ricevimento

Avviso di ricevimento mod. 23-I

L'avviso di ricevimento è un oggetto postale sempre esistito nella legislazione postale italiana. Chiamato inizialmente "ricevuta di ritorno", esso costituisce un documento che prova l'avvenuta consegna di un oggetto postale al destinatario in quanto è un modulo che accompagna l'oggetto stesso con la dichiarazione di ricevuta firmata dal ricevente.
L'avviso di ricevimento è sempre compilato dal mittente: solo eccezionalmente può essere preparato dall'ufficio postale accettante. Se il destinatario rifiuta di firmare la ricevuta di ritorno il portalettere può dichiarare sulla stessa che l'oggetto è stato regolarmente consegnato. Lo smarrimento della ricevuta di ritorno da parte delle Poste non dà diritto ad alcun risarcimento ma dietro richiesta del mittente può essere rilasciato un duplicato con nuova firma del destinatario o nuova dichiarazione del portalettere.
Nei primi anni del Regno d'Italia il modulo usato era di colore bianco ed aveva nome di "Modulo 45bis" derivato da quello già in uso nel Regno di Sardegna. Successivamente venne sostituito dal modulo 24 bis in carta gialla o cartoncino bruno. Fino al 1919 il costo del servizio era di 10 centesimi per il distretto e 20 c. per l'interno.
Nel 1922 il Congresso di Madrid stabilirà che i moduli da usare per ricevuta di ritorno dovranno avere la consistenza di una cartolina postale e nel 1923, a seguito di tale disposizione, verrà introdotto il modello 23-I di colore rosa. Dal 1934 i moduli porteranno l'anno di edizione seguito dall'era fascista che iniziando il 28 ottobre ha generato modelli con stesso anno ma era diversa.
Nel 1936 viene abolito il nome "ricevuta di ritorno" ed adottato l'attuale "avviso di ricevimento". Nel 1943 la Repubblica Sociale Italiana usa gli stessi modelli del Regno d'Italia ma soprastampando gli stemmi savoiardi con delle barre nere o con il simbolo del fascio.
Nel 1946 con l'avvento della repubblica e fino al 1947 la tariffa da pagare per il servizio di "avviso di ricevimento" è fissata in lire 4.

### Pacchi postali

Un francobollo per pacchi da £10 del 1914

Il servizio di pacchi postali viene costituito in Italia nel 1881 a seguito degli impegni presi durante il Congresso di Parigi. Fino a tale data il servizio viene svolto solamente dalle ferrovie delle compagnie private.
Fino al 1883 era in uso un bollettino di spedizione di colore rosa per l'estero e bianco per l'interno. L'affrancatura era un semplice timbro con la scritta "R.P. PAGATO". I pacchi erano in consegna fino all'ufficio postale ricevente e non potevano superare il valore di 3 kg. Per la consegna a domicilio occorreva pagare 75 centesimi oltre i 50 previsti. Per l'estero le tariffe variavano da un minimo di 75 c. per la Tunisia ad un massimo di 3,50 Lire per la Svezia.
Nel 1884 viene introdotto un bollettino di formato più piccolo ma le tariffe rimangono uguali. Nello stesso anno vengono introdotti appositi francobolli e l'affrancatura viene eseguita con questi. Dal 1886 è possibile assicurare i pacchi anche i pacchi per l'estero ed effettuare spedizioni in contrassegno. Nel 1888 il peso massimo consentito viene elevato a 10 kg.
Nel 1914 vengono introdotti i francobolli a due sezioni con nuovi tipi di bollettini adatti all'uso dei francobolli. Le due sezioni sono una per il bollettino ed una per la ricevuta così come scritto sull'effigie.
Nel 1943 il peso massimo consentito è elevato a 20 kg ma con l'avvento della Repubblica, a causa delle conseguenze delle vicende belliche è nuovamente abbassato a 10 kg per poi essere riportato a 20 nel 1949.
Nel 1982 l'amministrazione postale ha sospeso l'emissione di francobolli per pacchi e l'affrancatura viene eseguita con valori di Posta ordinaria.

### Telegrammi
I telegrammi inizialmente adottati in Italia sono quelli derivanti dal modello T-27 del Regno di Sardegna ma con diverse intestazioni a seconda delle province in cui avviene la trasmissione: "Telegrafi Italiani" nel nord e "Telegrafi dello Stato" nel sud. Questi modelli erano di colore azzurro o bianco.
Intorno al 1865 viene introdotto il modello 41 in varie tonalità di colore a seconda del servizio a cui sono rivolti. Nel 1866 viene introdotto il modello 41 a forma orizzontale per favorire l'installazione delle macchine Hughes che consentivano di scrivere meccanicamente le strisce contenenti il messaggio da applicare poi sul modello.
Nel 1880 viene introdotto il modello 30 che rimane in vigore fino al 1945 ed è ripiegabile in modo da consentirne il suggellamento.

### Altri oggetti di interesse
- Biglietti postali
- buste primo giorno
- aerogrammi
- interi postali
- carte manoscritte
- fatture commerciali
- giornali spediti per posta
- vaglia postali
- ricevute di ogni tipo di servizio postale
- The Postal History of the International Civil Aviation Organization (ICAO)

## Servizi accessori delle poste italiane

### Raccomandazione
La raccomandazione è un servizio accessorio della normale spedizione che era già in uso nel 1600. Sostanzialmente indica un oggetto numerato i cui spostamenti vengono annotati su una serie di registri al fine di poterne controllare ogni spostamento e così ridurre il rischio di smarrimento nel passaggio tra un ufficio postale ed un altro.
Negli Antichi Stati Italiani il costo della raccomandazione era spesso uguale al doppio della tariffa da pagare per il normale inoltro. Nel 1863 il Regno d'Italia introduce il proprio servizio di raccomandazione. Le missive devono essere consegnate all'ufficio postale di partenza dove vengono numerate attraverso l'applicazione di un'etichetta o con un bollo da completare a mano e riportante il numero di registrazione che viene rilasciato anche al mittente. La raccomandata potrà essere semplice o con ricevuta di ritorno.

### Assicurazione
Attraverso l'assicurazione è possibile ricevere un indennizzo qualora l'oggetto spedito vada smarrito. La confezione di un oggetto da assicurare deve però corrispondere a determinati criteri dettati dal Codice Postale. In genere la confezione prevede diversi sigilli controfirmati dal mittente o di ceralacca, talvolta messi dall'ufficio postale a seconda del periodo storico.
Al recto doveva essere scritto dal mittente il valore dichiarato dal mittente e la tariffa era calcolata in base al valore scritto più la tassa ordinaria, più la tassa di raccomandazione. Alla consegna il destinatario è obbligato a firmare la ricevuta che resta custodita agli atti delle Poste.
Nel 1921 è stata introdotta l'assicurazione convenzionale con soprattassa fissa e procedure di sigillo semplificate. L'assicurazione è sempre stata possibile per gli invii all'estero.

### Espresso
La parola "espresso" nell'uso postale è molto antica e trae origine dai corrieri che venivano inviati dai mittenti "espressamente" a contattare i destinatari. In epoca filatelica il termine venne poi adoperato per indicare un recapito più veloce della posta ordinaria a fronte del quale era dovuta una sopratassa.
Il Regno Lombardo-Veneto fu il primo Stato italiano ad istituire il servizio già nel 1860. Nel Regno d'Italia venne introdotto nel 1890 ed inizialmente consentiva un recapito immediato tramite fattorino, senza attendere la distribuzione della posta ordinaria e per un costo di 25 c. oltre la normale affrancatura. Inizialmente gli espressi seguivano un numero registrato scritto sulla busta ed erano soggetti alla firma per ricevuta del destinatario.
Durante il periodo della prima guerra mondiale venne introdotto un servizio particolare chiamo "Espresso urgente" con soprattassa di 40 c. ma l'eccessiva farraginosità lo fece abolire già nel dicembre del 1914.
Nel 1973 il Codice postale all'art. 234 ammetteva al recapito espresso: la corrispondenza ordinaria, le raccomandate, le assicurate ed i pacchi postali. La nascita della posta prioritaria ha visto la scomparsa del recapito per espresso.

### Contrassegno
L'invio in contrassegno è un servizio che consente al mittente di far recapitare un oggetto alla condizione che lo stesso verrà consegnato solo se il destinatario pagherà una somma prestabilita che verrà poi rimessa al mittente. L'affrancatura è quindi costituita da tre voci: porto dell'oggetto, soprattassa di raccomandazione e soprattassa di contrassegno.
Già la legge 6889 del 12 giugno 1890 stabilisce che l'importo dell'assegno deve essere scritto a chiari numeri sull'involucro dell'oggetto: involucro che potrà anche essere una semplice busta. Viene anche stabilito un limite al tentativo di consegna oltre il quale viene recapitato al mittente un avviso di giacenza.

## Servizi a denaro delle poste italiane

### Vaglia Postale

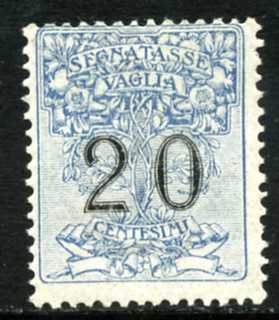
Segnatasse per vaglia da 20 centesimi

Il vaglia postale consente di recapitare al destinatario una somma di denaro accompagnata da un messaggio. Viene introdotto già nel Regno di Sardegna dal 1849. Nel 1865 viene introdotta una vera e propria modulistica. Nella storia di questo servizio sono esistiti vari tipi di vaglia: ordinario, telegrafico, consolare, internazionale e vaglia di servizio.
Il vaglia ordinario è di gran lunga il più usato di tutti i tempi. Nel Regno d'Italia già dal 1864 era contraddistinto dalla sigla "Mod 75". Il modulo era composto di tre parti: matrice, vaglia e ricevuta; tutte le parti erano compilate dall'ufficiale postale. La tassa da pagare era di 10 c. fino a 5 lire ed un centesimo ogni lira aggiuntiva.
Nell'aprile del 1924 venne approntato un nuovo tipo di vaglia postale, venduto al pubblico per 10 c. L'eventuale sopratassa per l'accettazione del vaglia era sottolineata con particolari francobolli detti "segnatasse per vaglia". Ebbero validità fino al 20 giugno del 1926.
Dal 1957 al 1973 viene erogato il servizio del vaglia a tasso fisso. Costituiti da particolari cedole divise in tagli da 500 a 50.000 lire, possono essere incassati in qualsiasi ufficio postale. La confezione prevede l'uso di appositi blocchetti da 20 o 10 esemplari. Ma tale servizio non ha mai riscosso l'interesse del pubblico.
Più funzionale risultò il vaglia telegrafico che consisteva nella trasmissione della cedola di diritto alla riscossione per via telegrafica. Il vaglia di servizio era usato per le trasmissioni interne tra un ufficio postale ed un altro.

### Altri servizi a denaro
- Casse di risparmio postale
- Servizio riscossioni
- Conti correnti postali
- Pagamento pensioni
- Buoni fruttiferi postali

## Servizio telegrafico italiano
Le comunicazioni telegrafiche in Italia iniziano dieci anni prima del processo di unificazione ad opera di utenti privati del Regno Lombardo-Veneto. La parte di interesse collezionistico è rappresentata dai modelli di telegramma consegnati ai destinatari. Di scarsissimo interesse sono invece i modelli di compilazione del mittente in quanto non presentano le peculiarità tipiche dell'oggetto di storia postale essendo dei normali formulari di presentazione.
Nel 1889 tutti i servizi telegrafici vengono inglobati nel nuovo Ministero delle poste e dei telegrafi: inizia così il processo di unificazione materiale di tutti gli uffici telegrafici che si concluderà solo nel 1900. La classificazione dei telegrammi prevede subito la distinzione tra: interni, internazionali e transitanti. A loro volta le categorie sono divise in: dispacci di Stato, dispacci di servizio e dispacci privati; segue lo stesso ordine la priorità di comunicazione al destinatario.
La tassa telegrafica è costituita dal computo delle parole usate nella presentazione a seconda della distanza necessaria, ma già nel 1870 la legge 5821 del 18 agosto stabilisce che la tassa è dovuta solo in base alle parole per l'interno del Regno.